# 須崎 (下田市)
須崎（すざき）は、静岡県下田市の地名。

## 地理
下田市東部、須崎半島の大部分を占める。北は柿崎と隣接し、西は下田湾、南と東は相模灘に面している。北東部は、須崎御用邸があるため、一般の人は立ち入ることができない。

### 島
- 恵比須島

### 海岸
- 爪木崎
- 九十浜海水浴場
- 相模灘
- 下田湾 - 須崎半島西側の湾。

## 世帯数と人口
2017年（平成29年）4月1日現在の世帯数と人口は以下の通りである。
| 大字 | 世帯数  | 人口    |
| ---- | ------- | ------- |
| 須崎 | 657世帯 | 1,402人 |

## 小・中学校の学区
市立小・中学校に通う場合、学区は以下の通りとなる。
| 番・番地等 | 小学校             | 中学校               |
| ---------- | ------------------ | -------------------- |
| 全域       | 下田市立浜崎小学校 | 下田市立下田東中学校 |

## その他

### 日本郵便
- 郵便番号 : 415-0014[2]（集配局：下田郵便局[5]）。

### 警察
町内の警察の管轄区域は以下の通りである。
| 番・番地等 | 警察署     | 交番・駐在所 |
| ---------- | ---------- | ------------ |
| 全域       | 下田警察署 | 浜崎駐在所   |